# Phytobia lineata
Phytobia lineata este o specie de muște din genul Phytobia, familia Agromyzidae, descrisă de Mitsuhiro Sasakawa în anul 1955. Conform Catalogue of Life specia Phytobia lineata nu are subspecii cunoscute.